# Chiesa di San Gallo (Venezia)
La chiesa di San Gallo è un edificio religioso della città di Venezia, situato nel sestiere di San Marco, non lontano da Piazza San Marco. 
Agli inizi del Novecento l'area ha subito importanti modifiche urbanistiche e oggi San Gallo si trova in un contesto moderno, tra i palazzi della Banca Nazionale del Lavoro e del Banco di Napoli (1914).

## Storia
Una prima chiesa di San Gallo fu fondata nel 1581 circa come oratorio del rinnovato ospizio Orseolo, il quale fu trasferito in questa zona dall'originaria collocazione in piazza San Marco per lasciare posto alle Procuratie Nuove. Fu ampliata nel 1703 dai confratelli dell'ospizio, ottenendo dai procuratori di San Marco di estendere l'edificio su una proprietà della basilica Marciana.

## Descrizione
Si tratta probabilmente della più piccola costruzione del genere della città, in quanto, secondo le disposizioni dei procuratori, la chiesa non avrebbe potuto superare i nove passi di larghezza e i venti di lunghezza, badando inoltre di non compromettere il funzionamento del pozzo antistante.
La facciata è quasi del tutto occupata dal portale e dalle due finestre laterali e si conclude con un timpano triangolare raccordato a due piedistalli sui quali dovevano essere collocate delle statue (mai realizzate).
All'interno vi sono tre altari: il maggiore è ornato dalla tela del Redentore fra san Gallo e san Marco attribuita a Jacopo Tintoretto o a Bonifacio dei Pitati; quello di sinistra, dedicato a santa Veneranda, reca un crocifisso d'avorio settecentesco e un piccolo dipinto della titolare; l'ultimo è quello della Madonna del Buonconsiglio, con un quadretto racchiuso da una ricca cornice intagliata.